# Wallace i Gromit
Wallace i Gromit – stworzone przez Nicka Parka plastelinowe postacie, główni bohaterowie angielskich filmów animowanych powstających w studiu filmowym Aardman Animations. Postacie animowano tradycyjną i bardzo czasochłonną techniką poklatkową (w wyjątkowych sytuacjach z niewielkim wsparciem techniki komputerowej).  

## Historia
Wallace i Gromit powstali w 1982 roku na potrzeby pracy magisterskiej początkującego animatora Nicka Parka. Wallace i Gromit mieli wystąpić w filmie Podróż na księżyc. Perfekcjonizm Parka oraz domowe warunki bardzo opóźniły postępy prac. W 1985 musiał szukać pomocy u Petera Lorda i Davida Sproxtona – właścicieli Aardman Animations. Głosu Wallace’owi zgodził się użyczyć Peter Sallis – popularny aktor charakterystyczny. W końcu w 1989 r. „Podróż na księżyc” została ukończona i wyemitowana przez Kanał 4 brytyjskiej telewizji. Film okazał się wielkim sukcesem i znacząco wpłynął na poczynania wytwórni filmowej Aardman Animations oraz zatrudnionego w niej Parka. Teraz filmy mogły powstawać znacznie szybciej. W 1993 r. powstały: Wściekłe gacie a w 1995 r. Golenie owiec. Nagrodzone wieloma nagrodami rozsławiły twórcę postaci oraz studio Aardman Animations. Wkrótce do spółki z firmą DreamWorks nakręcono pierwszy animowany film pełnometrażowy – były to Uciekające kurczaki z plastelinowym kurnikiem w pełnej obsadzie. W 2005 r. powrócili Wallace i Gromit w pełnometrażowej Klątwie królika. Owieczka znana z Golenia owiec stała się główną postacią serialu Baranek Shaun. Nakręcono już około 150, mniej więcej 7-minutowych odcinków, skierowanych do dzieci w wieku przedszkolnym. Tu prace postępują szybciej, gdyż w znacznym stopniu są wspierane komputerowo. W styczniu 2022 r. ogłoszono, że powstanie szósty film z Wallace’em i Gromitem, który będzie mieć premierę w 2024 w serwisie streamingowym Netflix.

## Charakterystyka postaci
- Wallace – zwykle nosi białą koszulę z czerwonym krawatem oraz zielony, robiony na drutach pulower, a na nogach brązowe wełniane spodnie. Wallace, jeszcze w czasach, kiedy Gromit kończył Dogwarts, miał bujną czuprynę oraz brodę (zdjęcie pamiątkowe), jednakże „na żywo” jest łysy. Mimo to we Wściekłych gaciach używa suszarki do włosów. Uwielbia herbatę, a przy szczególnych okazjach czerwone bordo. Dla krakersów z serem (zwłaszcza Wensleydale) gotów zrobić wszystko (Podróż na księżyc). Regularnie czyta The Morning Post, Afternoon Post oraz Evening Post, okazjonalnie magazyn Ay-Up!. Podobnie jak Gromit lubi czytać książki. Ma obszerną bibliotekę, na której na półkach można znaleźć taką klasykę jak „Na wschód od Edamu”.
Mieszka wraz ze swoim przyjacielem psem Gromitem na 62 West Wallaby Street (fikcyjny numer na istniejącej ulicy) w Wigan (miłośnicy postaci ustalili te szczegóły na podstawie kodów pocztowych oraz numerów rejestracyjnych pojazdów). Jednakże Wallace mówi z akcentem z Doliny Holme w Yorkshire, co jest konsekwencją podkładania głosu przez Petera Sallisa.
Prawdziwą pasją Wallace’a jest budowanie różnych wynalazków mających wyręczyć go we wszelkich możliwych czynnościach. Choć ideą tworzenia tych wynalazków jest maksymalna prostota ich obsługi, w praktyce konstruowania zapomina się o jakichkolwiek uproszczeniach. Przykładem tego typu myśli technicznej jest telewizoskop (tellyscope) czyli urządzenie umożliwiające obsługę telewizora bez konieczności ruszania się z fotela poprzez przysunięcie go do palca użytkownika. Są jednak i wynalazki wzbudzające podziw np. urządzenie budząco-ubierające, rakieta oraz zasysarka na króliki. W pewnym stopniu pierwowzorem postaci Wallace’a jest ojciec twórcy, znany z zamiłowań technicznych.

- Gromit – niezwykle mądry, pomysłowy, wrażliwy i przewidujący pies Wallace’a. Oddany całym sercem i lojalny w stosunku do swego pana, no chyba że ten nie ma racji. Wtedy bywa nieposłuszny, zdarza się to sporadycznie np. w Shopper 13 oraz w Goleniu owiec. Gromit jest owczarkiem, rasę podaje gazeta w Goleniu owiec, oskarżając go o zabójstwo owcy. Urodził się 12 lutego – we „Wściekłych gaciach” zaznacza przewidująco tę datę w kalendarzu, aby jego zapominalski pan o niej pamiętał.
Gromit niewątpliwie należy do psiej elity. Ukończył wydział inżynierii dla psów Uniwersytetu Dogwarts (zobacz: Harvard University lub Harry Potter). Poza lutowaniem lubi kontemplacyjne dzierganie na drutach (pulowerek Wallace'a), czyta gazety, gotuje i przygotowuje śniadania. Gromit jedząc płatki kukurydziane czyta także książki, między innymi „Państwo” autorstwa Pluto (pies Disneya), „Zbrodnię i karę” światowej sławy pisarza Fido (od wierny) Dogstoyevsky'ego (Psiejewskiego) oraz podnosi swe kwalifikacje studiując „Elektronikę dla psów”. Jest muzykalny – słucha Bacha układając puzzle. Jest bardzo przywiązany do własnego budzika, kości, szczotki oraz oprawionego w ramki zdjęcia, na którym jest z Wallace’em.
Bycie wiernym psem nakłada na niego obowiązek ciągłego wybawiania swego pana z najróżniejszych opresji oraz uczestniczenia w większości jego wyjątkowo wymyślnych eksperymentów. Doskonale radzi sobie z elektroniką i mechaniką, przez co ratowanie pana przed jego własnymi wynalazkami jest stosunkowo proste (Klątwa królika). Gromit nigdy się nie odzywa (kukiełka nie ma ust), stara się często nieskutecznie przekazywać wiadomości przy pomocy gestów, mimiki, a zwłaszcza ruchu brwi oraz alfabetu Morse’a. Z powodu milczenia w recenzjach bywa porównywany do Bustera Keatona. Prawdopodobnie imię Gromit podpowiedział Parkowi jego brat, elektryk. Pochodzi ono od angielskiego słowa „grommet” oznaczającego elektryczną złączkę – część niedocenianą, montowaną na końcu lecz niezbędną dla przepływu prądu.

- Wendolene – kobieta, w której z wzajemnością zakochał się Wallace.

- Owca Shaun – rezolutna i bardzo przedsiębiorcza owca, wielce pomocna w wielu sytuacjach. Po raz pierwszy pojawiła się w filmie Golenie owiec, gdy uciekając porywaczom z transportu owiec trafiła przypadkiem do domu Wallace’a i Gromita. Najprawdopodobniej Shaun zawdzięcza swoje imię sposobowi, w jaki Wallace wymawia słowo „shorn” (ostrzyżony), oraz przypadkowemu ostrzyżeniu w maszynie Wallace’a do konserwacji wełny i produkcji swetrów. Shaun staje się coraz bardziej popularny dzięki serialowi Baranek Shaun.

## Filmy krótkometrażowe
- Podróż na Księżyc (A Grand Day Out) z 1989 r.

Gdy w domu Wallace’a i Gromita brakuje sera, Wallace postanawia udać się na wakacje tam, gdzie jest tego smakołyku pod dostatkiem. Ponieważ, jak wiadomo, księżyc zrobiony jest z sera, własnoręcznie – choć nie bez pomocy Gromita – konstruuje rakietę, by uzupełnić zapasy tego smakołyku.
- Wściekłe gacie (The Wrong Trousers) z 1993 r.

Wallace kupuje Gromitowi na urodziny cyberspodnie, przez co brakuje mu pieniędzy na opłacenie rachunków. Aby sprostać zobowiązaniom finansowym postanawia dorobić wynajmując pewnemu pingwinowi pokój w swoim domu. Wkrótce się okazuje, iż pod maską życzliwości nowego sublokatora skrywany jest mroczny sekret.
- Golenie owiec (Wallace & Gromit in ’A Close Shave’) z 1995 r.

Wallace i Gromit (nie bez pomocy swoich wynalazków) pracują na wysokościach jako czyściciele okien. Tymczasem w okolicy grasuje przestępca porywający owce. Przez przypadek jedna z owiec, której udało się uciec swojemu oprawcy trafia do domu naszych bohaterów, zmuszając ich tym samym do konfrontacji z groźnym przestępcą, który nie cofnie się przed niczym.
- Wallace i Gromit: Wyśmienite wynalazki (2002)

- Kwestia tycia i śmierci (Wallace and Gromit in ’A Matter of Loaf and Death’) z 2008 roku.

Wallace i Gromit rozkręcają nowy interes. Chociaż interes prosperuje dobrze, Gromit jest zaniepokojony informacjami, że 12 miejscowych piekarzy zaginęło w niewyjaśnionych okolicznościach. Jak można się było spodziewać, sprawę tę bagatelizuje Wallace, który z zapałem zajmuje się swoją nową pasją.

## Filmy pełnometrażowe
- Wallace i Gromit: Klątwa królika (pełnometrażowy) (The Curse of the Were-Rabbit) z 2005 r.

Akcja filmu ma miejsce w latach sześćdziesiątych XX w. na przedmieściach Wigan, gdzie trwa gorączkowe przygotowywanie do konkursu na największe warzywo. Impreza ta odbywa się nieprzerwanie od kilkuset lat w pałacu Tottington, stając się najważniejszym wydarzeniem kulturalnym dla wielu okolicznych mieszkańców. Niestety imprezie tej od zawsze towarzyszą liczne problemy. Tym razem jest to niespotykana dotychczas plaga królików. Głównym sprzymierzeńcem obywateli jest Anti-Pesto – firma Wallace’a, trudniąca się humanitarnym wyłapywaniem wszelkich szkodników. Jednak nawet najbardziej wyrafinowane pułapki zawodzą, gdy w okolicach zaczyna grasować bestia, która pod osłoną nocy bezlitośnie szlachtuje bezbronne warzywa.

## Kompilacje
"Wallace i Gromit: Wyśmienite wynalazki” wydany w 2002 r. zawiera następujące epizody:
- „Shopper 13”
- „The Autochef”
- „A Christmas Cardomatic”
- „The Tellyscope”
- „The Snowmanotron”
- „The Bully Proof Vest”
- „The 525 Crackervac”
- „The Turbo Diner”
- „The Snoozatron”
- „The Soccamatic”